# Източна Англия
Източна Англия (на английски: East of England) е регион в Англия. Включва шест церемониални графства и няколко унитарни и общински района. Административният център е Кеймбридж, а най-голям град е Лутън. Населението на региона е 6 168 432 жители (по приблизителна оценка от юни 2017 г.).

## История
Източна Англия е регион, възникнал на мястото и носещ името на ранносредновековното кралство, което е по-малко по площ и не включва Есекс, Хартфордшър и Бедфордшър. Те са били включени в Югоизточните територии.

## География
Регионът заема територия 19 109 км² (на второ място сред другите региони) граничи на изток с Северно море, на югозапад граничи с регионите Югоизточна Англия и Голям Лондон, на североизток с Ийст Мидландс.

## Административно деление
Източна Англия включва единадесет политически независими една от друга административни единици – шест унитарни единици (Бедфорд, Лутън, Питерборо, Саутенд-он-Си, Тарок и Централен Бедфордшър) и пет графства (Кеймбриджшър, Норфолк, Съфолк, Хартфордшър и Есекс). Нецеремониалните графствата и унитарните единици се обединяват в шест церемониални графства – Бедфордшър, Кеймбриджшър, Норфолк, Съфолк, Хартфордшър и Есекс.
| Бедфордшър (церемониално графство) - 6.Бедфорд (унитарна единица) - 5.Лутън (унитарна единица) - 6.Централен Бедфордшър (унитарна единица) Кеймбриджшър (церемониално графство) - 7.Кеймбриджшър (неметрополно графство) - Кеймбридж / Cambridge - Южен Кеймбриджшър / South Cambridgeshire - Хънтингдоншър / Huntingdonshire - Фенланд / Fenland - Източен Кеймбриджшър / East Cambridgeshire - 8.Питерборо (унитарна единица) 9.Норфолк (церемониално графство, неметрополно графство) - - Норич / Norwich - Южен Норфолк / South Norfolk - Грейт Ярмаут / Great Yarmouth - Бродленд / Broadland - Северен Норфолк / North Norfolk - Кингс Лин и Западен Норфолк / King's Lynn and West Norfolk - Брекленд / Breckland | 10.Съфолк (церемониално графство, неметрополно графство) - - Ипсуич - Съфолк Коустъл - Уейвъней - Среден Съфолк - Баберг - Сейнт Едмундсбери - Форест Хит 4.Хартфордшър (церемониално графство) - - Три Ривърс - Уотфорд - Хартсмиа - Уелвин Хартфилд - Броксбон - Източен Хартфордшър - Стивенейдж - Северен Хартфордшър - Сейнт Олбанс - Дакорум Есекс (церемониално графство) - 3.Есекс (неметрополно графство) - Харлоу - Еппинг Форест - Брентвуд - Базилдон - Касл Пойнт - Рочфорд - Мвлдън - Челмсфорд - Атлсфорд - Брейнтри - Колчестър - Тендринг - 2.Саутенд-он-Си (унитарна единица) - 1.Тарок (унитарна единица) |

† – на картата под номер 6 е показано бившето неметрополно графство Бедфордшър, разделено през 2009 година на две унитарни единици Бедфорд и Централен Бедфордшър.